# Jarmo

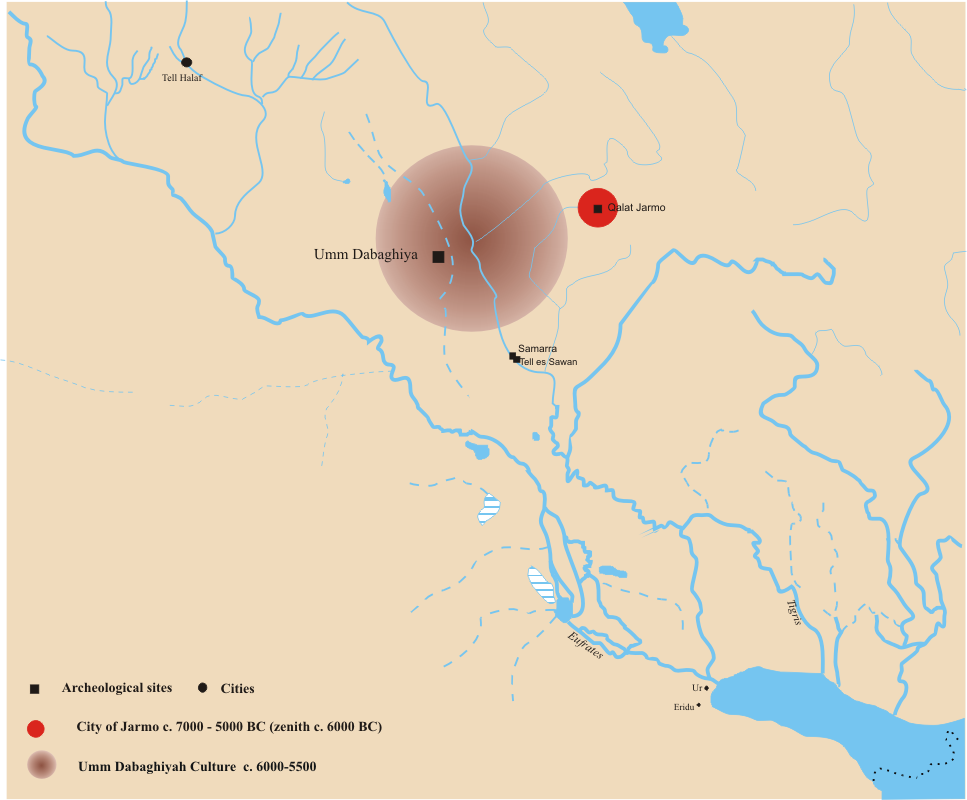
Localización de Jarmo

Jarmo (Qalaat Jarmo, en árabe: Qala'at Jarmū, قلعة جرمو) es un sitio arqueológico del Neolítico en el Kurdistán Iraquí, en el valle de Chemchemal, cercano al pueblo de Chamchamal entre Kirkuk y Sulaymaniyya. Fue excavado por Robert Braidwood entre 1948 y 1955. 
Era un pueblo neolítico precerámico B, fechado hacia el 7000 aC (según el carbono 14 entre el 7090 y el 6.750 aC por los niveles más antiguos y 4.950 aC por los más recientes, con un punto máximo hacia el 6000 aC), formado por unas 20 o 25 casas tipo adobe, de baldosas crudas (barro prensado) y cimentación de piedra, de plano simple (habitaciones rectangulares), con un hogar de cavada generalmente al sol. Se desarrollaba como una actividad agrícola que demostraran los objetos propios del cultivo que se han encontrado y los espacios de almacenamiento de los productos alimenticios. 
Se calcula que vivían 150 personas, y los cultivos que había eran la avena y dos tipos de trigo. En los últimos niveles aparecen restos de cabras, ovejas y cerdos pero los primeros animales encontrados podrían no ser domésticos. Se excavaron doce niveles. Los útiles de piedra eran generalmente de [obsidiana] importada.
Los yacimientos más cercanos estaban a no menos de 400 km. En los últimos estratos se han encontrado algunas vasijas de barro y algunas figuritas, entre las cuales la de una mujer embarazada.

## Descubrimiento y excavación

Poblado neolítico de Jarmo en el Kurdistán Iraquí, 1954

El yacimiento fue originalmente descubierto por el Directorio de Angüedades Iraquí en 1940, más adelante fue estudiado por el arqueólogo Robert Braidwood (1907 a 2003), desde el Instituto Oriental de la Universidad de Chicago. Braidwood estaba buscando lugares adecuados para investigar los orígenes de la Revolución Neolítica. [1] Braidwood trabajó como parte del programa Irak-Jarmo durante tres campañas, en 1948, 1950-51 y 1954-55; una cuarta campaña, prevista en 1958-59 no se llevó a cabo por el comienzo de la Revolución del 14 de julio. Durante las excavaciones en Jarmo el 1954-55, Braidwood empleó por primera vez en el campo, un enfoque multidisciplinar, en un intento por mejorar los métodos de investigación con el fin de clarificar el origen de la domesticación de plantas y animales. Su equipo se componía del geólogo Herbert Wright, el paleobotánico Hans Helbaek, de un experto en cerámica y datación por carbono, Frederic Mason, un zoólogo, Charles Reed, así como arqueólogos. Este método interdisciplinario fue empleado en adelante en todos los trabajos de cabeza a la arqueología. En 2012, un equipo de la University College de Londres comenzó nuevas excavaciones en el lugar.

## El asentamiento de Jarmo
Las excavaciones sacaron a la luz un pequeño pueblo, con un área de 12,000 a 16,000 m², que data del 7090 aC, por los niveles más antiguos, hasta el 4950 aC por los más recientes. Todo el yacimiento se compone de doce niveles. Jarmo parece ser uno de los dos más antiguos asentamientos permanentes del Neolítico y, aproximadamente, de estilo contemporáneo con Jericó o la etapa neolítica de Shanidar. El punto álgido es probable que se diera entre el 6200 y 5800 a. C. Este pequeño poblado formado por unas veinticinco casas, con paredes de adobe sobre cimientos de piedra y techos de barro secados al sol. Estas casas fueron reparadas o reconstruidas con frecuencia. En total, unas 150 personas vivían en el pueblo, que era claramente un asentamiento permanente. En las primeras fases hay una preponderancia de objetos hechos de piedra, sílex y obsidiana. El uso de este último material, obtenido de la zona del lago Van, a 200 kilómetros de distancia, sugiere que alguna forma de comercio organizado ya existía, al igual que la presencia de conchas ornamentales procedentes del Golfo Pérsico. En los niveles más antiguos se han encontrado cestas impermeabilizadas con brea, que es fácilmente disponible en la zona.

## Agricultura y ganadería
La actividad agrícola queda testimoniada en Jarmo por la presencia de hoces de piedra, cortadores, cuencos y otros objetos, para la recolección, preparación y almacenamiento de alimentos, y también por los recipientes de mármol grabado. En las fases posteriores se han encontrado instrumentos hechos de hueso, especialmente herramientas de perforación, botones y cucharas,. Otras investigaciones han demostrado que los habitantes del poblado de Jarmo cultivaban trigo de dos tipos, espelta y escanda, un tipo de cebada y lentejas primitiva. 
También han podido ser identificadas diferentes especies de plantas silvestres en la dieta de los hábitats de Jarmo como los guisantes, las bellotas, semillas de algarrobo, pistacho y el trigo silvestre. Hay pruebas que habían domesticado cabras, ovejas y perros. En los estratos más modernos se han encontrado cerdos, junto con la primera evidencia de la cerámica.

## Cerámica y religión
Como en otras culturas de este período de Oriente Próximo, han encontrado en Jarmo vasos de piedra en todos los niveles de empleo, este hecho no es tan sorprendente como la gran abundancia y gran calidad de acabados de las producciones. Otro rasgo singular es que este tipo de producción coexiste con la producción de un tipo hasta ahora desconocido de la cerámica[cita requerida], esta cerámica está hecha a mano, sin torno, de diseño sencillo y con lados gruesos, y se trataba con un disolvente vegetal . Jarmo es uno de los yacimientos más antiguos en los que se ha encontrado cerámica, apareciendo desde los más antiguos a los niveles de la excavación, que se remonta al VII milenio a. C. 
Junto con diferentes utensilios se han encontrado figuritas de barro en todos los niveles del yacimiento. Son abundantes figuras zoomorfas y antropomorfas, tanto masculinas como femeninas, estas últimas revisten un especial interés ya que el hecho de algunas representen mujeres embarazadas que podrían ser diosas de la fertilidad, de manera similar a la diosa madre de las culturas neolíticas posteriores a la misma región.